# Sia Jüan-ťi
Sia Jüan-ťi (čínsky pchin-jinem Xià Yuánjí, znaky 夏原吉; 1366–1430) byl čínský státník, v letech 1402–1421 a 1424–1430 ministr daní říše Ming. Za císaře Ťien-wena pracoval na ministerstvu daní, císař Jung-le ho roku 1402 jmenoval ministrem. Ve funkci zůstal do roku 1421, kdy byl za protest proti nákladné vojenské expedici do Mongolska uvržen do vězení. Zůstal v něm do Jung-leho smrti roku 1424. Následující císař Chung-si ho téhož roku znovu jmenoval ministrem, kterým zůstal do své smrti za vlády císaře Süan-te.

## Jméno
Sia Jüan-ťi používal zdvořilostní jméno Wej-če (čínsky pchin-jinem Wéizhé, znaky zjednodušené 维哲, tradiční 維哲). Za zásluhy o stát obdržel posmrtné jméno Čung-ťing (čínsky pchin-jinem Zhōngjìng, znaky 忠靖).

## Život
Sia Jüan-ťi se narodil roku 1366 a pocházel z okresu Siang-jin v provincii Chu-kuang. V mládí ztratil rodiče, vystudoval Státní univerzitu a poté pracoval jako účetní v císařském paláci. Upoutal pečlivostí a byl povýšen a přeložen na ministerstvo daní jako tajemník s šestou hlavní hodností. Za vlády císaře Ťien-wena (1398–1402) povýšil na zástupce ministra zprava (tj. mladšího).
Poté, co se roku 1402 po vítězství v občanské válce stal třetím mingským císařem Jung-le, hrozil Sia Jüan-ťimu zprvu jako úředníku předešlé vlády trest, ale Jung-le uznal jeho nadání, jmenoval ho zástupcem ministra a vzápětí (téhož roku 1402) ministrem daní (do roku 1405 společně se zkušeným dlouholetým ministrem Jü Sinem). Sia Jüan-ťi se ukázal být schopným administrátorem, kterému Jung-le důvěřoval více než jiným ministrům a vážil si ho za loajalitu spojenou s přímostí a otevřeností.
Ve své funkci prosazoval střídmost ve výdajích a jejich užití ve prospěch obyvatel. Oponoval proto nákladné zahraniční politice Jung-leho, např. plavbám Čeng-chea a třetímu tažení do Mongolska. Zajistil obnovu zavlažovacích systémů v západním Če-ťiangu, aktualizoval a zpřesnil daňové soupisy pozemků a obyvatel – Registry map rybí šupiny (Jü-lin tchu-cche) a Žluté registry (Chuang-cche). Vedl úsilí ministerstva o stabilizaci papírové měny a peněžní zásoby, uspořádal síť státních skladišť, sýpek a celnic na Velkém kanálu, řídil státní dohled nad obchodem se solí. Vše podnikal s cílem získat dostatečné příjmy pro Jung-leho vojenské a diplomatické akce.
Ministrem daní byl devatenáct let do roku 1421, kdy společně s ministrem trestů Wu Čungem a ministrem vojenství Fang Piem protestovali proti třetímu Jung-lemu tažení do Mongolska kvůli jeho nákladnosti. Ve sporu císař přiměl Fanga ke spáchaní sebevraždy, druhé dva uvěznil.
Roku 1424 zemřel v průběhu tažení do Mongolska císař Jung-le. Jakmile se zpráva o jeho smrti dostala do Pekingu, přikázal následník trůnu Ču Kao-čch’, pověřený řízením vlády, propustit vězněné úředníky, včetně Sia Jüan-ťiho. Den po nástupu Ču Kao-čch’a na trůn (jako císaře éry Chung-si) bývalí ministři Sia Jüan-ťi a Wu Čung opět zaujali posty ministrů daní a veřejných prací. Současně Chung-si na radu Sia Jüan-ťiho zrušil dálkové zámořské plavby, výměnu čaje za koně na severozápadních hranicích a dobývání zlata a lov perel v Jün-nanu a Ťiao-č’.
Za vlády Chung-siho náležel k jeho nejbližším rádcům. V letech 1424–1425 patřil k hodnostářům, kteří vehementně prosazovali návrat hlavního města na jih. Jeho motivem byly velmi vysoké náklady na zásobování Pekingu, vzdáleného hlavním ekonomickým centrům na jihu. Chung-si přesun oficiálně odsouhlasil a zahájil přípravy k němu, ale za měsíc zemřel. Nový císař, Süan-te, přesun odmítl.
Ve funkci ministra daní zůstal i po nástupu císaře Süan-teho roku 1425. V diskuzích o postupu vůči povstání ve Vietnamu v letech 1425–1426 prosazoval vojenské řešení – zlomení rebelie silou. Ve druhé polovině dvacátých let ministerstvo daní zastávalo konzervativní postoje a bránilo snížení pozemkové daně v Ťiang-nanu.
Zemřel v úřadu ve čtyřiašedesáti letech, roku 1430.